# Barbara Bessot Ballot
Barbara Bessot Ballot, née le 13 avril 1972 à Besançon, est une femme politique française. Elle est députée de la première circonscription de la Haute-Saône de 2017 à 2022.

## Biographie
Barbara Bessot Ballot est née le 13 avril 1972 à Besançon (Doubs),. Originaire de Franche-Comté elle passe son enfance entre Marnay, Besançon, Chassey-lès-Scey et Gray (Haute-Saône).
En 1993, elle rencontre Vincent Ballot, ingénieur en laser médicaux, lui aussi originaire de Marnay (Haute-Saône). Après ses études, il devient commercial pour un importateur de cafés. Au départ, il s’agit d’un travail saisonnier. Finalement, Vincent Ballot et Barbara Bessot reprennent l’entreprise en avril 1996,.
Elle est mariée avec Vincent Ballot, maire (centre droit, puis La République en marche) de Marnay depuis 2001, et le couple a trois enfants.

## Carrière professionnelle
Barbara Bessot Ballot est directrice générale d’une entreprise d’une dizaine de salariés qui commercialise des thés et cafés à Marnay avec son mari. L’activité est reprise en 1994 par son mari, et Barbara Bessot Ballot s’y investit de façon plus conséquente lorsque ce dernier devient maire de Marnay en 2001. 
Jusqu’à son élection à l’Assemblée nationale en 2017, Barbara Bessot Ballot est présidente de l'Union des commerçants, industrie et artisans (UCIA) du canton de Marnay, et vice-présidente du Centre de perfectionnement des chefs d’entreprise (CPCE) de Franche-Comté.

## Carrière politique

### Élections de 2017
Séduite par « le projet et la méthode d’Emmanuel Macron », Barbara Bessot Ballot soumet sa candidature à La République en marche (LREM) pour l’investiture dans la première circonscription de la Haute-Saône pour les législatives de 2017. Candidate sous les couleurs LREM, elle reçoit le soutien du président du conseil départemental de la Haute-Saône, Yves Krattinger, socialiste rallié à LREM.
Le 11 juin 2017, Barbara Bessot Ballot arrive en tête, avec 28,58 % des voix, du premier tour de l’élection législative, où le candidat investi par Les Républicains a été concurrencé par la dissidence d’une candidate soutenue par le maire de Vesoul Alain Chrétien, député sortant qui s’est présenté comme suppléant. Opposée au second tour à une candidate du Front national, Barbara Bessot Ballot l’emporte avec 59,13% des voix le 18 juin 2017.
A la suite de son élection, elle démissionne de son entreprise pour se consacrer à son mandat mais garde néanmoins un pied dedans « pour continuer à savoir combien coûte un pain au chocolat ».
En devenant députée, Barbara Bessot Ballot affirme vouloir changer et simplifier les institutions démocratiques et apporter un changement dans la vie des Français.

### Activités parlementaires
En 2019, elle est nommée référente régionale pour le grand débat pour la région Bourgogne-Franche-Comté.
Le 25 juillet 2019, à la suite de son vote positif pour la ratification du CETA des agriculteurs en colère ont muré sa permanence en signe de protestation.
Candidate lors des élections législatives de 2022, elle est battue au second tour par Antoine Villedieu, candidat du Rassemblement national (RN) qui obtient 54,5 % des suffrages.